# Gaussov sistem enot
Gaussov sistem enot  je metrični sistem enot. Nekateri ga imenujejo tudi Gaussov sistem cgs ali kar sistem cgs. Osnovan je na sistemu enot CGS. Sestavljajo ga enote za količine, ki opisujejo elektromagnetizem.
Imenuje se po nemškem matematiku in fiziku Carlu Friedrichu Gaussu (1777 – 1855).

## Razlike med Gaussovim sistemom enot in SI
Najbolj opazna je razlika v faktorju 4π, ki se pojavlja v nekaterih obrazcih. Govorimo, da je sistem enot SI »racionaliziran«..

### Enota naboja
Največja razlika med Gaussovim in mednarodnim sistemom enot (sistem enot SI) je v definiciji naboja. V sistemu enot SI je osnovna enota amper povezana z električnim pojavom. Iz tega sledi, da električnega naboja ne moremo izraziti z osnovnimi enotami kilogram, meter in sekunda. V Gaussovem sistemu enot je enoto za električni naboj (statcoulomb) možno izraziti s kombinacijo mehanskih enot (gram, centimeter, sekunda).
Tudi Coulombov zakon je precej enostaven:
{\displaystyle F={\frac {q_{1}q_{2}}{r^{2}}}\!\,,}
kjer je 
- {\displaystyle F\,} sila med nabojema,
- {\displaystyle q_{1}\,} velikost prvega naboja,
- {\displaystyle q_{q}\,} velikost drugega naboja,
- {\displaystyle r\,} razdalja med nabojema.

Kadar naboje merimo v statcoulombih in razdaljo v centimetrih, dobimo silo v dinah.
Isti zakon se v sistemu SI napiše kot:
{\displaystyle F={\frac {1}{4\pi \epsilon _{0}}}{\frac {q_{1}q_{2}}{r^{2}}}\!\,,}
kjer je
- {\displaystyle F\,} sila med nabojema,
- {\displaystyle q_{1}\,} velikost prvega naboja,
- {\displaystyle q_{q}\,} velikost drugega naboja,
- {\displaystyle r\,} razdalja med nabojema,
- {\displaystyle \epsilon _{0}\,} influenčna konstanta.

Influenčne konstante ni v Gaussovem sistemu enot.

### Enote za elektromagnetizem
V Gaussovem sistemu enot imata električno polje (oznaka E) in gostota magnetnega polja (oznaka B) enake dimenzije.
V spodnji razpredelnici so navedeni načini pretvarjanje med enot za elektromagnetizem iz sistema SI v sistem Gaussovih enot. Za pretvarjanje ostalih enot glej sistem enot CGS.
| količina                      | oznaka | enota SI | Gaussova enota       |
| ----------------------------- | ------ | -------- | -------------------- |
| naboj                         | q      | 1 C      | = (10−1 c) Fr        |
| električni tok                | I      | 1 A      | = (10−1 c) Fr•s−1    |
| električni potencial napetost | φ V    | 1 V      | = (108 c−1) statV    |
| električno polje              | E      | 1 V/m    | = (106 c−1) statV/cm |
| gostota magnetnega polja      | B      | 1 T      | = (104) G            |
| jakost magnetnega polja       | H      | 1 A/m    | = (4π 10−3) Oe       |
| magnetni dipolni moment       | μ      | 1 A•m²   | = (103) erg/G        |
| magnetni pretok               | Φm     | 1 Wb     | = (108) G•cm²        |
| upornost                      | R      | 1 Ω      | = (109 c−2) s/cm     |
| specifična upornost           | ρ      | 1 Ω•m    | = (1011 c−2) s       |
| kapacitivnost                 | C      | 1 F      | = (10−9 c2) cm       |
| induktivnost                  | L      | 1 H      | = (109 c−2) cm−1•s−2 |